# Psyllaephagus turneri
Psyllaephagus turneri är en stekelart som först beskrevs av Girault 1925.  Psyllaephagus turneri ingår i släktet Psyllaephagus och familjen sköldlussteklar. Inga underarter finns listade i Catalogue of Life.